# 大樹庄

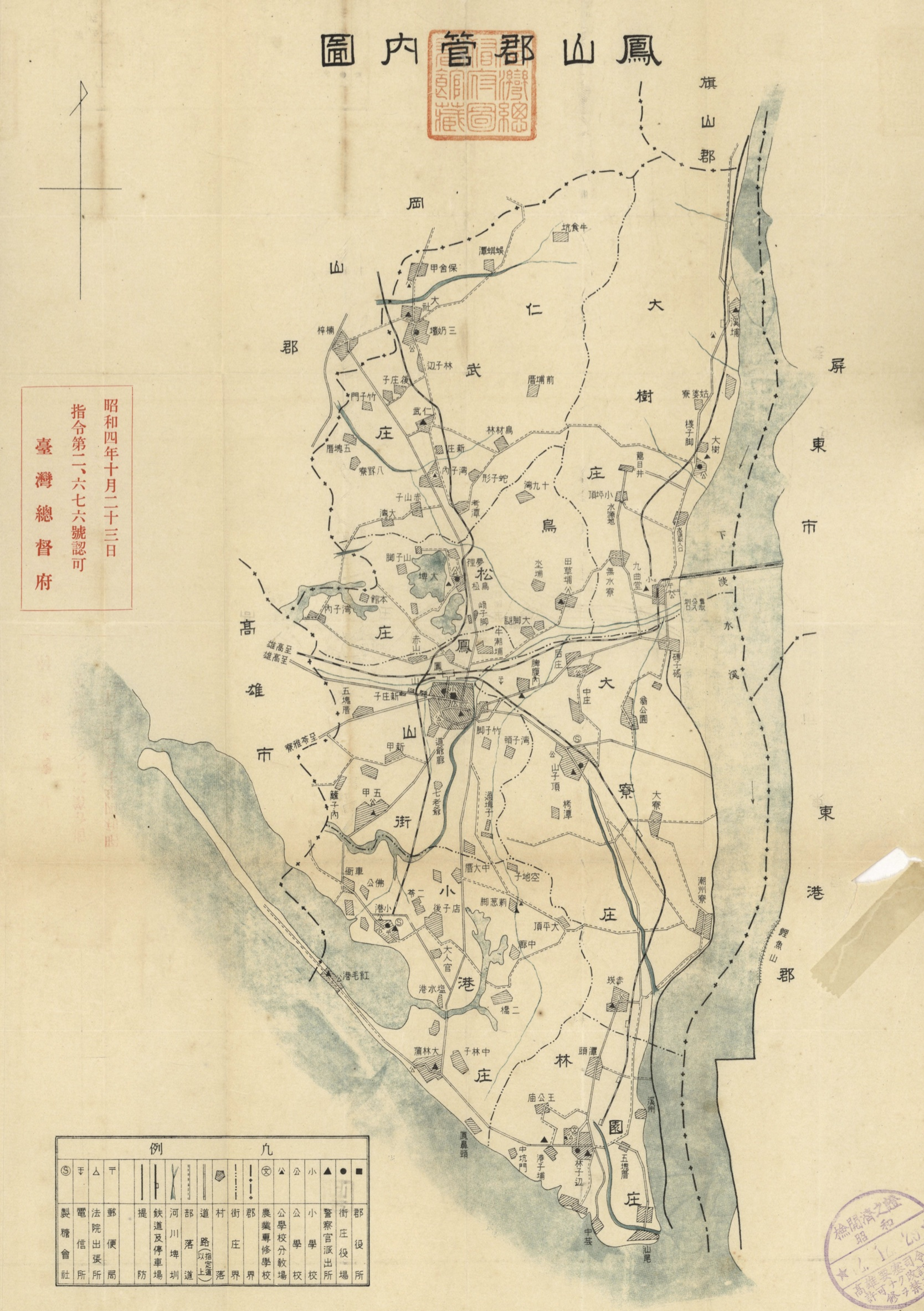
鳳山郡管內圖

大樹庄為臺灣日治時期1920年至1945年間存在之行政區，轄屬高雄州鳳山郡。今高雄市大樹區。1934年時約有人口15,344人。

## 行政區劃
大樹地區在清代屬小竹上里、觀音內里，在1897年5月隸屬於鳳山縣鳳山辨務署。1898年2月5日，鳳山縣公告劃設區，小竹上里分為「磚仔磘區、竹仔藔區、井仔腳區」，觀音內里分為「檨仔腳區、三腳藔區、溪埔區」。1898年6月28日，鳳山縣被併入臺南縣。1900年11月15日，磚仔磘區改為中庄區，竹仔藔區及部分檨仔腳區併入竹仔藔區，三腳藔區、溪埔區及部分檨仔腳區合併為姑婆藔區。1901年11月11日，臺灣的行政區劃改為二十廳，小竹下里隸屬於鳳山廳。1904年4月15日，鳳山廳實施街庄整併。此時的劃分如下：
- 小坪頂區
  - 小竹上里：大樹脚庄、小坪頂庄、九曲堂庄、無水藔庄
- 姑婆藔區
  - 觀音內里：溪埔庄、姑婆藔庄、檨仔脚[6]

1909年10月25日，臺灣的行政區劃改為十二廳，鳳山廳因此廢止，被併入臺南廳，隸屬臺南廳「鳳山支廳」。1913年8月，小坪頂區更名為九曲堂區，區長役場亦自大樹腳庄遷至九曲堂庄。1920年7月，區長役場再搬回大樹腳庄。1920年10月1日，原堡里鄉澚之行政區廢除，街庄社改為大字，「大樹脚」改稱「大樹」，上述街庄合併為高雄州鳳山郡大樹庄，轄域內分為轄域內分為大樹、溪埔、姑婆寮、檨子脚、小坪頂、九曲堂、無水寮等7個大字。
| 1900年   | 1900年   | 1900年 | 1920年 | 1920年 | 現在   |
| 堡里     | 區       | 街庄社 | 街庄   | 大字   | 鄉鎮   |
| -------- | -------- | --- | ------ | ------ | ------ |
| 小竹上里 | 小坪頂區 | 烏瓦磘庄、大樹腳庄、大坪頂庄                                                                                               | 大樹庄 | 大樹   | 大樹區 |
| 小竹上里 | 小坪頂區 | 井仔腳庄、小坪頂庄、龍目井庄、大坵園庄                                                                                     | 大樹庄 | 小坪頂 | 大樹區 |
| 小竹上里 | 小坪頂區 | 竹仔藔庄、公館庄、湖底庄、九曲堂庄、瓦厝庄                                                                                 | 大樹庄 | 九曲堂 | 大樹區 |
| 小竹上里 | 小坪頂區 | 內埔庄、埤仔尾庄、無水藔庄                                                                                                 | 大樹庄 | 無水寮 | 大樹區 |
| 觀音內里 | 姑婆藔區 | 溪埔庄、田藔仔庄、渡船頭庄、嶺口庄、二邦坑庄、公館庄、統嶺坑庄、豬母乳坑庄、生仙坑庄、埔仔厝庄、園內庄、蔴竹園庄、興化廍庄 | 大樹庄 | 溪埔   | 大樹區 |
| 觀音內里 | 姑婆藔區 | 姑婆藔庄、洲仔庄、聖媽坑庄、竹圍仔庄、三腳厝庄、竹腳厝庄、樓仔庄、龍眼宅庄、石壁藔庄                                       | 大樹庄 | 姑婆寮 | 大樹區 |
| 觀音內里 | 姑婆藔區 | 山豬堀庄、興化藔庄、檨仔腳庄、大庄                                                                                         | 大樹庄 | 檨子脚 | 大樹區 |

## 區、庄長
- 小坪頂區長
  - 陳開怡：1910~1913年
- 九曲堂區長
  - 陳開怡：1913~1920年
- 姑婆藔區長
  - 吳烏健：1910~1920年
- 大樹庄長
  - 鄭坤五：1920~1923年
  - 阿利穎太郎：1924年
  - 陳開怡：1925~1926年
  - 吳清疊：1927~1933年
  - 黃榮賢：1934~1940年
  - 三本松源作：1941~1945年（原任九曲堂郵便局長）[10]

## 設施
- 大樹庄役場
- 九曲堂驛大樹庄役場

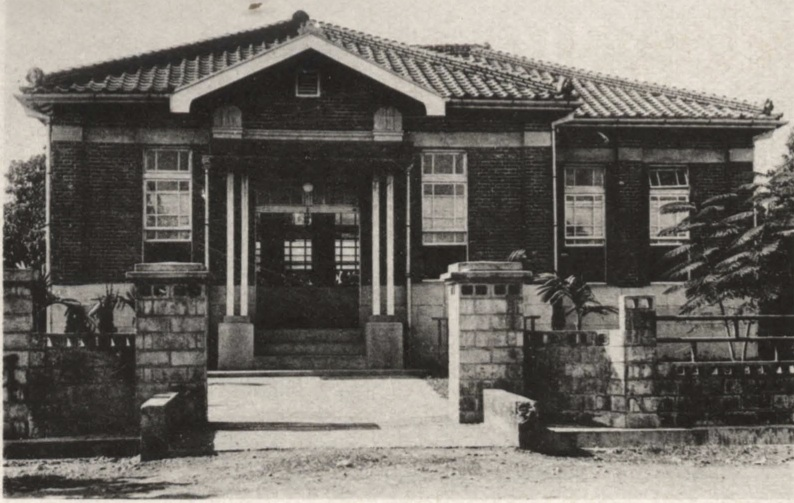
大樹庄役場

- 九曲堂尋常小學校→九曲堂國民學校（戰後廢校）
- 九曲堂公學校→九曲堂東國民學校（今九曲國小）
- 大樹公學校→大樹國民學校（今大樹國小）
- 溪埔公學校→溪埔國民學校（今溪埔國小）
- 臺灣總督府殖產局大樹鳳梨種苗養成所
- 高雄水道
  - 取水場大樹竹寮取水站
  - 第一水源地
- 陸軍射擊場（今竹子寮靶場）

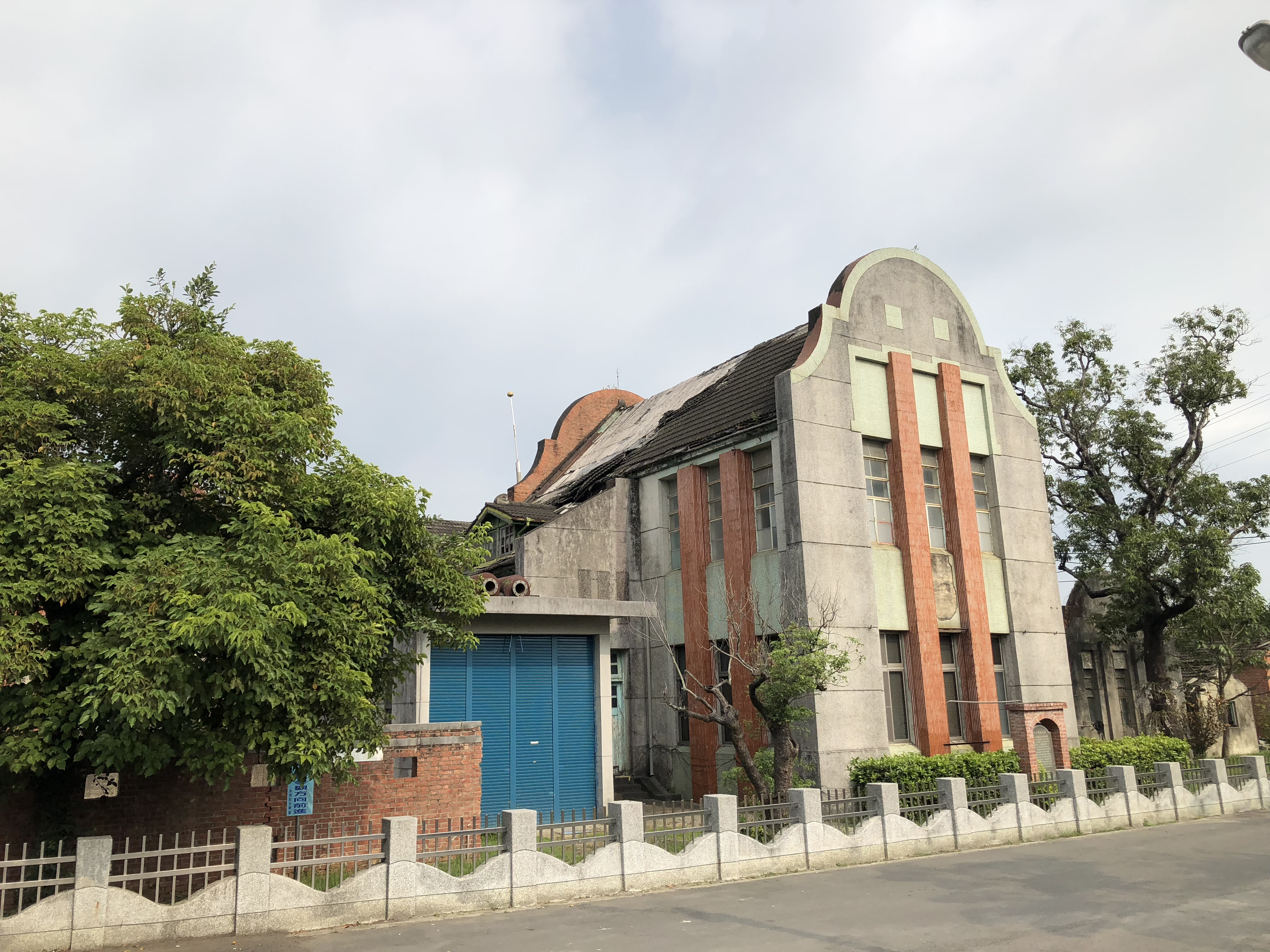
大樹竹寮取水站

- 大樹農產信用販賣購買利用組合（今大樹區農會）

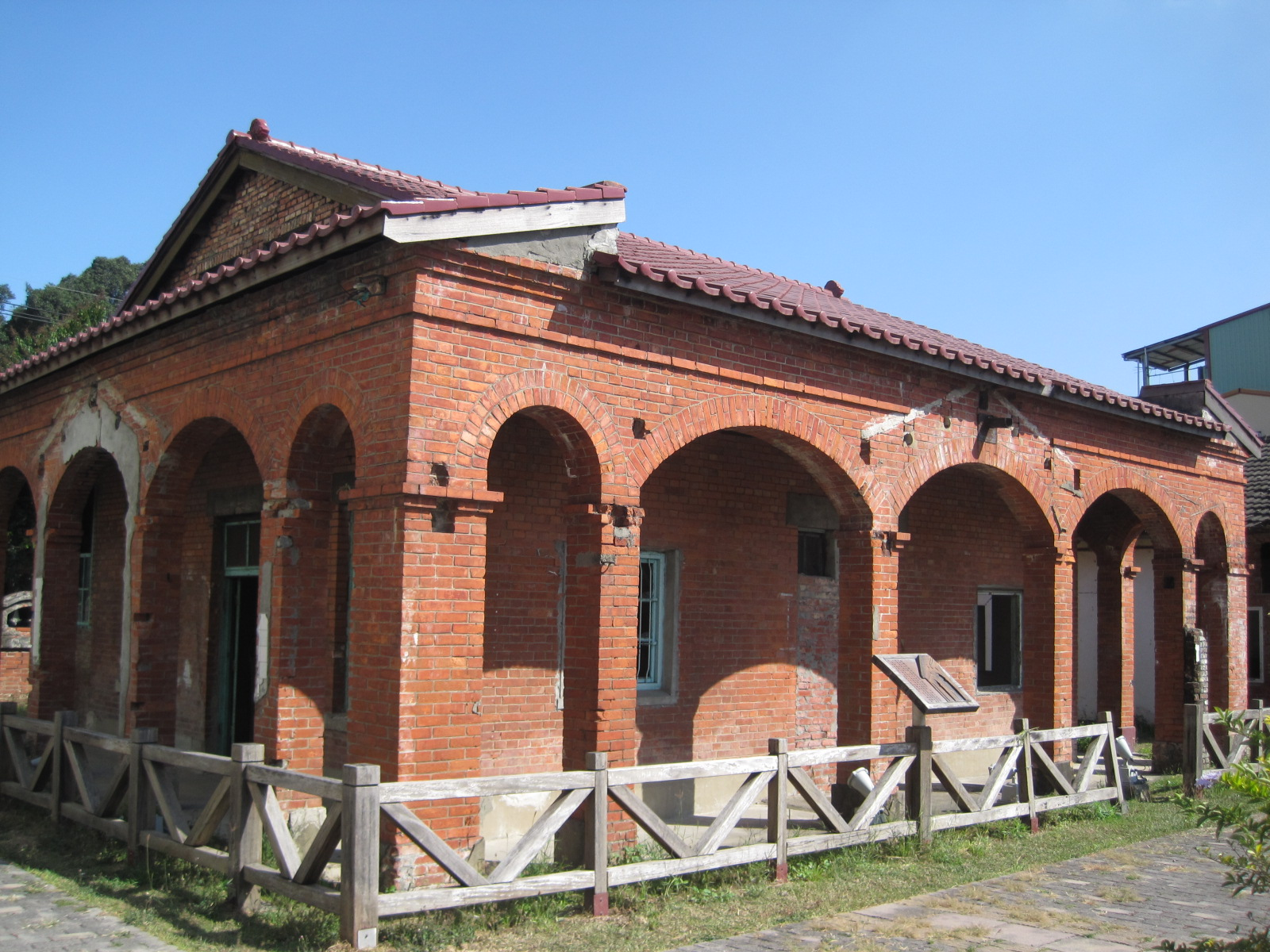
泰芳商會鳳梨罐詰工場

- 泰芳商會鳳梨罐詰工場泰芳商會鳳梨罐詰工場
- 國際運通九曲堂出張所
- 臺灣倉庫九曲堂出張所
- 臺灣運輸九曲堂營業所
- 日東商船組九曲堂出張所